# 15672 Sato-Norio
15672 Sato-Norio este un asteroid din centura principală de asteroizi.

## Descriere
15672 Sato-Norio este un asteroid din centura principală de asteroizi. A fost descoperit pe 12 martie 1977 la Kiso de Hiroki Kosai și Kiichiro Hurukawa. Asteroidul prezintă o orbită caracterizată de o semiaxă mare de 2,42 ua, o excentricitate de 0,14 și o înclinație de 2,3° în raport cu ecliptica.